# Territorialprälatur El Salto
Die Territorialprälatur El Salto (lat.: Praelatura Territorialis Saltensis in Mexico, span.: Prelatura de El Salto) ist eine in Mexiko gelegene römisch-katholische Territorialprälatur mit Sitz in El Salto.

## Geschichte
Die Territorialprälatur El Salto wurde am 10. Juni 1968 durch Papst Paul VI. mit der Apostolischen Konstitution Non habentibus aus Gebietsabtretungen des Erzbistums Durango und des Bistums Mazatlán errichtet. Die Territorialprälatur wurde dem Erzbistum Durango als Suffraganbistum unterstellt.

## Prälaten von El Salto
- Francisco Medina Ramírez OCD, 1973–1988
- Manuel Mireles Vaquera, 1988–2005
- Ruy Rendón Leal, 2005–2011, dann Bischof von Matamoros
- Juan María Huerta Muro OFM, 2012–2025, dann Bischof von Xochimilco
  - Sedisvakanz seit 11. Februar 2025